# Élections municipales françaises de 1947
Les élections municipales se déroulent les 19 et 26 octobre 1947.

## Mode de scrutin
Le mode de scrutin est défini par la loi 47-1732 du 5 septembre 1947 fixant le régime général des élections municipales. 
Art. Ier : Dans les communes du département de la Seine, sauf Paris, dans les communes de 9.000 habitants et plus, les conseillers municipaux sont élus au scrutin de liste à un tour avec dépôt de liste complète, représentation proportionnelle, signes préférentiels, panachage et vote préférentiel. L’ensemble de la commune forme une circonscription unique. 
L'article 8 indique que seules les listes ayant obtenu au moins 5% des suffrages participent à la répartition des sièges. 
L'article 10 indique que le régime de la loi du 5 avril 1884 s'applique aux communes non visées par l'article Ier. 
La loi 47-1733 du 5 septembre 1947 fixe le régime électoral pour les élections au conseil municipal de Paris. La différence avec le régime général est que vote s'effectue par secteurs. Les 9 secteurs comprennent chacun 1 à 4 arrondissements municipaux. 

## Contexte
L'année politique 1947 est marquée par un accroissement des tensions dans un contexte d'exacerbation des positions de la Guerre froide. La révocation des ministres communistes du gouvernement Paul Ramadier, puis l'intransigeance de Moscou lors de la réunion des Partis communistes européens provoquent l'isolement du PCF en France, jusqu'alors premier parti de France. 
Dans le même temps, le tout récent parti gaulliste du Rassemblement du peuple français (RPF) mène une campagne musclée, notamment en opposition aux communistes.

## Résultats
Le RPF est le grand gagnant de ces élections, remportant 38 % des suffrages et conquérant de nombreuses grandes villes : Bordeaux, Rennes, Strasbourg et Paris (dont Pierre de Gaulle prend la présidence du Conseil). Il obtient un total de 8,4 % sièges de conseillers  et 3 131 mairies. Le Parti républicain de la liberté obtient 1,6 % des sièges de conseillers et 2 % de mairies, les indépendants de droites, 16 % de sièges et 10 658 mairies. Le Mouvement républicain populaire enregistre une défaite sévère avec seulement 10 %.
À gauche, le rapport de force reste stable. Malgré ses déboires, le PCF se maintient à 30 %, grâce à son implantation dans les communes ouvrières.
Lors de ces élections, Roger Met, 27 ans, élu dans la commune de Saint-Maurice-Saint-Germain (Eure-et-Loir), devient le plus jeune maire de France,.

### 10 plus grandes villes de France[7]
| Ville         | Département      | Maire sortant | Maire sortant             | Parti | Maire élu | Maire élu                 | Parti |
| ------------- | ---------------- | ------------- | ------------------------- | ----- | --------- | ------------------------- | ----- |
| Paris         | Seine            |               | André Le Troquer          | SFIO  |           | Pierre de Gaulle          | RPF   |
| Marseille     | Bouches-du-Rhône |               | Jean Cristofol            | PCF   |           | Michel Carlini            | RPF   |
| Lyon          | Rhône            |               | Édouard Herriot           | RAD   |           | Édouard Herriot           | RAD   |
| Toulouse      | Haute-Garonne    |               | Raymond Badiou            | SFIO  |           | Raymond Badiou            | SFIO  |
| Nice          | Alpes-Maritimes  |               | Jacques Cotta             | SFIO  |           | Jean Médecin              | RAD   |
| Bordeaux      | Gironde          |               | Jean-Fernand Audeguil     | SFIO  |           | Jacques Chaban-Delmas     | RPF   |
| Nantes        | Loire-Inférieure |               | Jean Philippot            | PCF   |           | Henry Orrion              | RPF   |
| Strasbourg    | Bas-Rhin         |               | Charles Frey              | RPF   |           | Charles Frey              | RPF   |
| Saint-Étienne | Loire            |               | Alexandre de Fraissinette | RPF   |           | Alexandre de Fraissinette | RPF   |
| Le Havre      | Seine-Inférieure |               | Pierre Voisin             | SE    |           | Albert Le Clainche        | SFIO  |

## L'élection dans les grandes villes

### Angers
Maire sortant : Auguste Allonneau (SFIO) 1945-1947
Résultats
|                   | Liste                                                                               | Nombre de voix | Résultats | Sièges |
| Georges Morand    | "Union Républicaine Résistante et Laïque et de Défense des Intérêts Communaux"(PCF) | 7 074          | 17,39 %   | 7      |
| Auguste Allonneau | "Liste socialiste" (SFIO)                                                           | 5 769          | 14,18 %   | 5      |
| Gabriel Barraud   | "Liste Démocratique d'Action Municipale" (RGR)                                      | 1 851          | 4,55 %    | -      |
| Jean Sauvage      | "Liste d'Action Municipale" (MRP)                                                   | 4 928          | 12,11 %   | 4      |
| Victor Chatenay   | "Rassemblement du Peuple Français" (RPF-PRL)                                        | 21 063         | 51,77 %   | 21     |

Maire: Victor Chatenay   (RPF)

### Argenteuil
Résultats
|               | Liste | Nombre de voix | Résultats |
| Victor Dupouy | PCF   | 12 286         | 49,97 %   |
| ?             | SFIO  | 2 050          | 8,33 %    |
| ?             | MRP   | 1 416          | 5,76 %    |
| ?             | RPF   | 8 830          | 35,92 %   |

Maire : Victor Dupouy  (PCF)

### Arras
Maire sortant : Guy Mollet   (SFIO)  1945-1947
Résultats
|              | Liste   | Résultats | Sièges |
|              | PCF     | 16,4 %    | 5      |
| Guy Mollet   | SFIO    |           | 8      |
|              | MRP     |           | 6      |
| Henri Duflot | RPF-RAD |           | 12     |

Maire élu : Guy Mollet  (SFIO ; coalition SFIO avec des voix du MRP et du PCF)

### Aubervilliers
Résultats
|                   | Liste                                                                         | Nombre de voix | Résultats |
| Charles Tillon    | “Union Républicaine et résistante et de défense des intérêts Communaux” (PCF) | 12 664         | 56,19 %   |
| Edmont Sarro      | SFIO                                                                          | 1 371          | 6,08 %    |
| Raymond Labois    | “Liste d'Action républicaine communale et familiale” MRP                      | 1 435          | 6,37 %    |
| Maurice Thomasset | RPF                                                                           | 6 913          | 30,68 %   |

Inscrits : 29495. Votants : 23425 Exprimés : 22536
Maire : Charles Tillon  (PCF)

### Besançon
Maire sortant : Jean Minjoz (SFIO) 1945-1947
Résultats
|              | Liste   | Résultats |  |
|              | PCF     | 13,7 %    |  |
| Jean Minjoz  | SFIO    | 21,1 %    |  |
| Henri Bugnet | RAD-RPF | 27,7 %    |  |
|              | MRP-PRL | 35,4 %    |  |

Maire: Henri Bugnet (RAD ; coalition : RAD-RPF-MRP-PRL)

### Blois
Maire sortant : Charles Ruche (?) 1945-1947
Résultats
|                    | Liste       | Résultats |
|                    | PCF         | 20 %      |
|                    | SFIO        | 16 %      |
| René Calenge       | MRP et div. | 37 %      |
| Baillargeat-Buhler | RPF         | 26 %      |

Maire élu : René Calenge  (MRP)

### Boulogne-Billancourt
Maire sortant : Alphonse Le Gallo   (SFIO)
Résultats
|                   | Liste | Nombre de voix | Résultats | Sièges |
|                   | PCF   | 14 279         | 43,74 %   | 16     |
| Alphonse Le Gallo | SFIO  | 6 119          | 18,74 %   | 6      |
|                   | RPF   | 12 246         | 37,51 %   | 15     |

Maire: Alphonse Le Gallo   (SFIO). Coalition: SFIO-RPF

### Carcassonne
Maire sortant : Henri Gout (RAD)
Résultats
|               | Liste   | Résultats |
|               | PCF     |           |
|               | SFIO    | 16,0 %    |
| Philippe Soum | RAD     | 24 %      |
|               | MRP     | 15 %      |
|               | RPF-PRL |           |

Maire élu : Philippe Soum  (RAD)

### Dijon
Maire sortant : Félix Kir (AD)
Résultats
|           | Liste  | Résultats | Sièges |
|           | PCF    | 16,2 %    | 6      |
|           | SFIO   | 17,9 %    | 6      |
| Félix Kir | AD-MRP | 41 %      | 16     |
|           | RPF    | 25 %      | 9      |

Maire élu : Félix Kir (AD)

### Grenoble
Résultats
|                   | Liste      | Résultats |
| Raymond Perinetti | PCF        | 30,1 %    |
| Léon Martin       | SFIO       | 13,0 %    |
|                   | RAD        | 11,3 %    |
|                   | MRP        | 15,7 %    |
| Marius Bally      | RPF-PRL/AD | 29,8 %    |

Maire élu : Marius Bally (RPF) 1947-1948 ; Raymond Perinetti (PCF) 1948-1949 puis Léon Martin (SFIO) 1949-1953

### Le Creusot
Maire sortant : Marcel Jacquemin (SFIO) 1945-1947
Résultats
|              | Liste      | Résultats |
|              | PCF        | 28 %      |
|              | SFIO       | 10,7 %    |
|              | MRP        | 8,7 %     |
| Jean Garnier | RPF-PRL/AD | 51,5 %    |

### Le Havre
Résultats
|                | Liste                    | Résultats | Sièges  |    |
| René Cance     | PCF                      | 17 385    | 38,70 % | 16 |
| Le Clainche    | SFIO                     | 4 127     | 9,18 %  | 3  |
|                | Parti Radical-Socialiste | 1 150     | 2,56 %  |    |
|                | MRP                      | 1 658     | 3,69 %  |    |
| Pierre Courant | CNIP                     | 11 190    | 24,91 % | 10 |
| P. Denis       | RPF                      | 9 408     | 20,94 % | 8  |

Maires: 
Le Clainche (SFIO)  1947-1947
Pierre Voisin (CNIP) 1947-1947
Pierre Courant (CNIP) 1947-1954

### Le Mans
Maire sortant : Robert Collet (SFIO) 1945-47
Résultats
|                     | Liste                    | Résultats | Sièges  |    |
|                     | PCF                      | 9622      | 22,39 % | 9  |
| Robert Collet       | SFIO                     | 8 112     | 18,88 % | 7  |
|                     | Parti Radical-Socialiste | 1 460     | 3,30 %  |    |
|                     | MRP                      | 3 771     | 8,78 %  | 3  |
| Mecure              | Droite liberale-CNIP     | 1 340     | 3,12 %  |    |
| Jean-Yves Chapalain | RPF                      | 18 704    | 43,53%  | 18 |

Maires: Jean-Yves Chapalain(RPF)

### Lille
Maire sortant : Denis Cordonnier (SFIO) 1944-1947
Résultats
|             | Liste                                                  | Résultats | Sièges |
|             | PCF                                                    | 17,2 %    | 6      |
|             | SFIO                                                   | 24,5 %    | 9      |
|             | MRP                                                    | 8,2 %     | 3      |
| René Gaifie | "Rassemblement du Peuple Français" (RPF-CNIP-Radicaux) | 48,7 %    | 19     |

Maire: René Gaifie   (RPF)

### Marseille
Maire sortant : Jean Cristofol (PCF) 1946-1947
Résultats
|                | Liste                                       | Résultats | Sièges |
|                | PCF                                         | 37 %      | 17     |
|                | SFIO                                        | 15 %      | 8      |
|                | MRP                                         | 10 %      | 15     |
| Michel Carlini | Rassemblement du peuple français (RPF-CNIP) | 38 %      | 33     |

Maire : Michel Carlini (RPF)

### Montluçon
Maire sortant : René Ribière 1945-46 et Lucien Menut 1946-47 (SFIO) 
Résultats
|               | Liste                                                              | Nombre de voix | Résultats | Sièges |
| Pierre Villon | "Union Républicaine Résistante et Antifasciste"(PCF)               | 7 866          | 38,60 %   | 13     |
| Lucien Menut  | "Liste socialiste et de Défense des Intérêts Montluçonnais" (SFIO) | 6 768          | 33,21 %   | 11     |
| Octave Amiot  | "Liste d'Action Municipale" (MRP)                                  | 1 616          | 7,93 %    | 2      |
| Marc Berthon  | "Rassemblement du Peuple Français" (RPF-CNIP)                      | 4 127          | 20,25 %   | 7      |

Maire:  Lucien Menut   (SFIO) avec support RPF et MRP.

### Nice
Maire sortant : Jacques Cotta (SFIO) 1945-47
Résultats
|               | Liste          | Nombre de voix | Résultats | Sièges |
| Virgile Barel | PCF            |                | 32,20 %   | 12     |
| Jacques Cotta | SFIO           |                | 10,85 %   | 4      |
| Jean Médecin  | RAD-AD/PRL-MRP |                | 37,80 %   | 14     |
|               | RPF            | 16 234         | 19,10 %   | 7      |

Maire : Jean Médecin - Coalition sociale-centriste : RAD-AD/PRL-MRP-SFIO

### Paris
Résultats
|                  | Liste                                        | Résultats | Sièges |
|                  | PCF                                          | 27 %      | 25     |
|                  | SFIO                                         | 8,7 %     | 8      |
|                  | Radicaux-UDSR                                | 2,1 %     |        |
|                  | MRP                                          | 6,4 %     | 5      |
| Pierre de Gaulle | RPF et alliés (PRL-UDSR/radicaux dissidents) | 55,7 %    | 52     |

### Roubaix
Maire: Victor Provo (SFIO) 
Résultats
|              | Liste    | Résultats |
|              | PCF      | 24 %      |
| Victor Provo | SFIO     | 28,2 %    |
|              | MRP      | 16,8 %    |
|              | RPF-CNIP | 31 %      |

Maire:  Victor Provo (SFIO) avec coalition SFIO-MRP.

### Strasbourg
Maire sortant : Charles Frey (PRD puis  RPF) 1935-1940 1945-1947
Résultats
|              | Liste                 | Nombre de voix | Résultats | Sièges |
|              | PCF                   |                | 15,1 %    | 6      |
|              | SFIO                  |                | 14,18 %   | 5      |
|              | MRP                   |                | 19,8 %    | 8      |
|              | CNIP                  |                | 4,3 %     | -      |
| Charles Frey | RPF                   |                | 45,4 %    | 18     |
|              | Gaullistes dissidents |                | 1,1 %     | -      |

Maire: Charles Frey (RPF)

### Toulouse
Maire sortant : Raymond Badiou (SFIO)  1945-1947
Résultats
|                | Liste         | Résultats |
|                | PCF           | 25,2 %    |
| Raymond Badiou | SFIO          | 20,33 %   |
|                | Parti Radical | 13,09 %   |
|                | MRP           | 20,05 %   |
|                | RPF           | 21,3 %    |

Maire: Raymond Badiou (SFIO)

### Tourcoing
Résultats
|             | Liste         | Nombre de voix | Résultats | Sièges |
|             | PCF           | 10 611         | 26,25 %   | 10     |
| Louis Paris | SFIO          | 5 169          | 12,78 %   | 5      |
|             | Parti Radical | 2 748          | 6,79 %    | 2      |
|             | MRP           | 9 176          | 22,70 %   | 8      |
|             | RPF-CNIP      | 12 716         | 31,45 %   | 12     |

Maire: Louis Paris (SFIO) Coalition MRP-SFIO-Radicaux ap. RPF

### Tours
Maire sortant : Jean Meunier   (SFIO) 1945-1947
Résultats
|               | Liste   | Résultats |  |
|               | PCF     | 25 %      |  |
| Jean Meunier  | SFIO    | 22 %      |  |
| Marcel Tribut | RGR-RPF | %         |  |
|               | MRP     | 13 %      |  |

Maire: Marcel Tribut (RGR). Coalition: RGR (UDSR-PRRS)-RPF avec support MRP.